# 林肯郡偷獵者 (數字電台)
林肯郡偷獵者（英語：The Lincolnshire Poacher）是一個短波數字電台，電台信號在1970年代至2008年6月於塞浦路斯發出。電台的廣播開始曲來自英國民謠「林肯郡偷獵者」因而得名。電台被認爲是由英國秘密情報局所設。 收音機愛好者測得信號來自駐塞浦路斯英國皇家空軍基地。 電台每次廣播都是帶有英國口音的女聲，而且内容都是五個數字為一組的密碼，每組數字的最後一個都讀得比較高音。電台很可能是用來和間諜溝通；使用一次性密碼本來解碼。
有一個被認為是在澳大利亞廣播的數字電台，稱爲「樱桃熟了」，它使用同一個廣播開始曲。 直到2009年12月停止廣播。

## 背景
林肯郡偷獵者電台開播確切日期不明，估計在20世紀70年代早期到中期開始。 在冷戰期間蘇聯和英國等國家需要向他們在其他國家的秘密工作者發送消息，此電台所以在當時出現。 冷戰後，數字電台的數量大大減少， 但林肯郡偷獵者仍然活動，並繼續運作了二十年。

塞浦路斯的英國屬地亞克羅提利，相信是廣播信號的發射位置。

2008年7月，林肯郡偷獵者停止廣播。 電台最後記錄得到的廣播是在2008年6月29日。 由於該電台的姐妹電台“樱桃熟了”使用非常類似的呼叫信號，所以被認爲是取代了此台發送廣播。 

### 廣播發射位置
雖然沒有任何國家的政府確認擁有此電台，但有收音機愛好者測到電台的信號在塞浦路斯地中海島上的皇家空軍基地RAF Akrotiri發出。 據信電台由英國秘密情報局（MI6）經營，並由佔領基地的皇家空軍成員維持運作。

## 廣播時間
林肯郡偷獵者每週七天，都定時在不同時間利用各種短波頻率傳輸。 下列是2006年1月的廣播時間表。 所有時間均為協調世界時（UTC），無線電頻率均以兆赫（MHz）為單位。
|       | 星期一               | 星期二               | 星期三               | 星期四               | 星期五               | 星期六               | 星期日               |
| ----- | -------------------- | -------------------- | -------------------- | -------------------- | -------------------- | -------------------- | -------------------- |
| 12:00 | 14.487 15.682 16.084 | 14.487 15.682 16.084 | 14.487 15.682 16.084 | 14.487 15.682 16.084 | 14.487 15.682 16.084 | 14.487 15.682 16.084 | 14.487 15.682 16.084 |
| 13:00 | 14.487 15.682 16.084 | 14.487 15.682 16.084 | 14.487 15.682 16.084 | 14.487 15.682 16.084 | 14.487 15.682 16.084 | 14.487 15.682 16.084 | 14.487 15.682 16.084 |
| 14:00 | 10.426 12.603 14.487 | 12.603 14.487 16.314 | 14.487 15.682 16.084 | 14.487 15.682 16.084 | 14.487 15.682 16.084 | 10.426 11.545 14.487 | 11.545 14.487 15.682 |
| 15:00 | 11.545 13.375 15.682 | 7.755 8.464 10.426   | 11.545 14.487 16.084 | 11.545 12.603 13.375 | 11.545 12.603 13.375 | 11.545 12.603 13.375 | 11.545 12.603 13.375 |
| 16:00 | 11.545 12.603 13.375 | 11.545 13.375 15.682 | 6.485 7.755 10.425   | 8.464 12.603 14.487  | 11.545 12.603 13.375 | 11.545 12.603 13.375 | 8.464 10.426 11.545  |
| 20:00 | 11.545               |                      |                      |                      |                      |                      |                      |

## 延伸閲讀
- . BBC Radio 4. 2005年4月23日  [2010年5月2日]. （原始内容存档于2012年5月6日）. （英文）